# خسوس آلبرتو آنگولو
خسوس آلبرتو آنگولو (اسپانیایی: Jesús Alberto Angulo‎؛ زادهٔ ۳۰ ژانویهٔ ۱۹۹۸) بازیکن فوتبال اهل مکزیک است.
از باشگاه‌هایی که در آن بازی کرده‌است می‌توان به باشگاه فوتبال گوادالاخارا اشاره کرد.
وی همچنین در تیم‌های ملی فوتبال زیر ۲۳ سال مکزیک، و مکزیک بازی کرده‌است.